# Nachalarmierung
Unter Nachalarmierung versteht man das nachträgliche Alarmieren von weiteren Einsatzkräften zu einer Einsatzstelle, an welcher sich bereits Einsatzkräfte befinden. Eine Nachalarmierung erfolgt in der Regel durch die zuständige Leitstelle, nachdem diese eine Nachforderung weiterer Kräfte durch die Einsatzkräfte vor Ort entgegengenommen hat.
Um Nachalarmierungen und die Zeit bis zum Eintreffen dieser Kräfte zu sparen, ist eine möglichst exakte Beschreibung des Geschehens bereits beim Notruf wichtig. So kann die Leitstelle direkt die notwendigen Einheiten beauftragen.
Typische Beispiele für Situationen, in denen Kräfte nachalarmiert werden müssen:
- Es gibt mehr Verletzte als erwartet – weitere Kräfte des Rettungsdienstes
- Es gibt nicht genügend Atemschutzgeräteträger – weitere Kräfte der Feuerwehr
- Es besteht Einsturzgefahr, oder es gibt verschüttete Kräfte – Nachalarmierung des THW
- Ein Einsatz zieht sich sehr lange hin – Nachalarmierung einer SEG-V
- An einer Einsatzstelle kommt es zu gewalttätigen Handlungen zwischen Betroffenen – Nachalarmierung der Polizei
- Es gibt viel mehr Verletzte als erwartet – Nachalarmierung einer SEG-San
- An einem Unfallort gibt es zahlreiche unverletzte Beteiligte – Nachalarmierung einer SEG-B